# Xã Monroe, Quận Mahaska, Iowa
Xã Monroe (tiếng Anh: Monroe Township) là một xã thuộc quận Mahaska, tiểu bang Iowa, Hoa Kỳ. Năm 2010, dân số của xã này là 232 người.